# 105-ös busz (Miskolc)
A miskolci 105-ös buszjárat 1977. május 2. - 1983. május 31. között közlekedett gyorsjáratként, Majális park – Lillafüred útvonalon. A két állomás közti távot 10 perc alatt tette meg.

## Megállóhelyei
Majális park – Hegyalja út – Vadas Jenő utca – Egri országút – Lillafüred
Lillafüred – Egri országút – Vadas Jenő utca – Hegyalja út – Majális park